# Федри
Федри́ (фр. Fédry) — коммуна во Франции, находится в регионе Франш-Конте. Департамент — Верхняя Сона. Входит в состав кантона Дампьер-сюр-Салон. Округ коммуны — Везуль.
Код INSEE коммуны — 70230.

## География
Коммуна расположена приблизительно в 300 км к юго-востоку от Парижа, в 45 км севернее Безансона, в 21 км к западу от Везуля.
Вдоль юго-восточной границы коммуны протекает река Сона.

## Население
Население коммуны на 2010 год составляло 107 человек.
| 1962 | 1968 | 1975 | 1982 | 1990 | 1999 | 2010 |
| ---- | ---- | ---- | ---- | ---- | ---- | ---- |
| 173  | 152  | 137  | 109  | 92   | 108  | 107  |

## Администрация
| Период | Период | Фамилия              | Партия | Примечания |
| ------ | ------ | -------------------- | ------ | ---------- |
| 1948   | 1951   | Альбер Боннавентюр   |        |            |
| 1951   | 1965   | Жорж Робле           |        |            |
| 1965   | 1966   | Марсель Каезер       |        |            |
| 1966   | 1983   | Ги Дерьо             |        |            |
| 1983   | 2014   | Жан-Клод Боннавентюр |        |            |

## Экономика

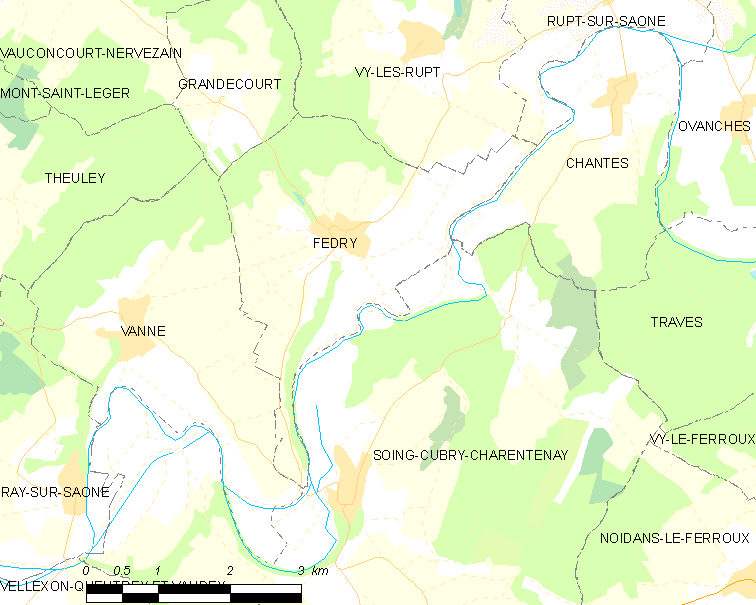
Карта коммуны

В 2010 году среди 56 человек трудоспособного возраста (15—64 лет) 32 были экономически активными, 24 — неактивными (показатель активности — 57,1 %, в 1999 году было 45,5 %). Из 32 активных жителей работали 28 человек (19 мужчин и 9 женщин), безработными было 4 (2 мужчин и 2 женщины). Среди 24 неактивных 2 человека были учениками или студентами, 11 — пенсионерами, 11 были неактивными по другим причинам.